# A Tailor Made Man
A Tailor Made Man is een Amerikaanse filmkomedie uit 1931 onder regie van Sam Wood.

## Verhaal
John Paul Bart werkt als kledingperser voor de New Yorkse kleermaker Huber. Hij wil graag maatjes worden met de rijke klanten van Huber. Op een dag moet hij een maatpak persen voor Jellicot. Hij komt te weten dat het pak zal worden gedragen tijdens een feestje van de deftige familie Stanlaw.

## Rolverdeling
| Acteur           | Personage        |
| ---------------- | ---------------- |
| William Haines   | John Paul Bart   |
| Dorothy Jordan   | Tanya            |
| Joseph Cawthorn  | Huber            |
| Marjorie Rambeau | Kitty DuPuy      |
| William Austin   | Jellicott        |
| Ian Keith        | Dr. Von Sonntag  |
| Hedda Hopper     | Mevrouw Stanlaw  |
| Hale Hamilton    | Mijnheer Stanlaw |
| Henry Armetta    | Peter            |
| Walter Walker    | Abraham Nathan   |
| Forrester Harvey | Pomeroy          |
| Joan Marsh       | Beanie           |
| Martha Sleeper   | Corrine          |